# Louise Carver
Ann Louise Carver (Fokváros, 1979. január 10. –) dél-afrikai rock/folk énekesnő, dalszövegíró, zongorista.

## Pályakép
A fokvárosi születésű Carver állampolgár Dél-Afrika mellett az Egyesült Királyságban is.
Tizenegy éves korában kezdett meg zongorázni, tizenöt évesen kapott először profi szerződést. 1996-ban beiratkozott a Rustenburgi Lányiskolába. Politika, filozófia és közgazdaságtan végzettséget szerzett Cape Townban a Rustenburg School for Girls-ön.

## Studióalbumok
- Mirrors and Windows (1998)
- Looking Around (2002)
- Silent Scream (2005)
- Saved by the Moonlight (2007)
- Look to the Edge (2010)
- Say It to My Face (2013)
- Hanging in the Void (2016)